# Ciccone Youth
Ciccone Youth är ett amerikanskt musikprojekt bildat 1986 och består av Sonic Youth-medlemmarna Thurston Moore, Kim Gordon, Lee Ranaldo och Steve Shelley, samt Mike Watt från gruppen Minutemen. Gruppnamnet "Ciccone Youth" är en skämtsam kombination av orden "Ciccone" (efter artisten Madonnas första efternamn) och "Youth" (efter Sonic Youth).
Ciccone Youth har hittills endast givit ut ett enda studioalbum – The Whitey Album, som gavs ut den 1 mars 1988 på Enigma Records. Albumet producerade Sonic Youth-medlemmarna helt på egen hand.
Det finns flera samband mellan Ciccone Youth och Sonic Youths musikstilar. Albumet Sister från 1987 är överlag mycket influerat av Ciccone Youth, exempelvis låten "Master-Dik", i vilken Thurston Moore nämner Ciccone Youth ett flertal gånger.

## Medlemmar
Senaste medlemmar
- Kim Gordon – sång, basgitarr, gitarr (1981–2011)
- Thurston Moore – sång, gitarr (1981–2011)
- Lee Ranaldo – gitarr, sång (1981–2011)
- Steve Shelley – trummor (1985–2011)
- Mark Ibold – basgitarr, gitarr (2006–2011)

Tidigare medlemmar
- Anne DeMarinis – keyboard (1981–1982)
- Richard Edson – trummor (1981–1982)
- Bob Bert – trummor (1982, 1983–1985)
- Jim Sclavunos – trummor (1982–1983)
- Jim O'Rourke – basgitarr, gitarr, synthesizer (1999–2005)

## Diskografi
Studioalbum
- 1988 – The Whitey Album

Singlar
- 1986 – "Into the Groove(y)"